# Державний банк Чехословаччини
Державний банк Чехословаччини (чеськ. Státní banka československá, словац. Štátna banka československá) — центральний банк Чехословаччини у 1950-1992. Після розпаду Чехословаччини у 1993 функції центрального банку в Чехії та Словаччині стали виконувати відповідно Національний банк Чехії та Національний банк Словаччини.

## Історія
У 1950 ухвалено закон № 31/1950 Sb. "Про Державний банк Чехословаччини". На його основі відбулося об'єднання чотирьох фінансових інститутів - Чехословацького національного банку, словацького Татра-банку  (Tatra banka) у Мартині, Живностенського банку (Živnostenská banka) та Poštovní spořitelna.
Відповідно до закону Державний банк Чехословаччини виконував такі функції:
- мав монопольне право емісії грошових знаків і регулював грошове звернення в державі;
- був розрахунковим центром країни;
- здійснював короткострокове кредитування секторів економіки Чехословаччини;
- керував золотовалютними резервами держави та представляв країну на міжнародному рівні;
- здійснював економічний контроль щодо суб'єктів національної економіки.

З 1959, після передачі йому функцій Investiční banka, банк став проводити фінансування та довгострокове кредитування капітального будівництва, вести банківські рахунки господарських та інших організацій, здійснювати контроль за витрачанням фондів заробітної плати, організовувати та проводити платіжний обіг та розрахунки у народному господарстві, забезпечувати касове виконання державного бюджету.
Статутний фонд банку становив 5 млрд крон, його резервний фонд, що створювався з відрахувань від прибутку, міг досягати такої ж суми. Державним банком Чехословаччини управляло центральне правління. З 1970 мав дві головні контори (до цього була лише одна контора у Словаччині): у Празі та у Братиславі. Центральний банк був підпорядкований уряду. Голову банку призначав президент Чехословаччини. Банк налічував 123 відділення: у Чехії – 85 та у Словаччині – 38.
Державний банк Чехословаччини законом від 15 листопада 1989 поділений на три фінансові інститути: Державний банк Чехословаччини, що виконує функції центрального банку, і два комерційні банки - Komerční banka (Чехія) та Všeobecnа úvěrова banka (Словаччина).
Припинив своє існування у грудні 1992 після поділу Чехословаччини.